# Dendrocalamus strictus
Dendrocalamus strictus ist eine Pflanzenart aus der Gattung Dendrocalamus in der Unterfamilie Bambus (Bambusoideae) innerhalb der Familie der Süßgräser (Poaceae oder Gramineae). Er ist auch als Kalkutta-Bambus bekannt.

## Beschreibung

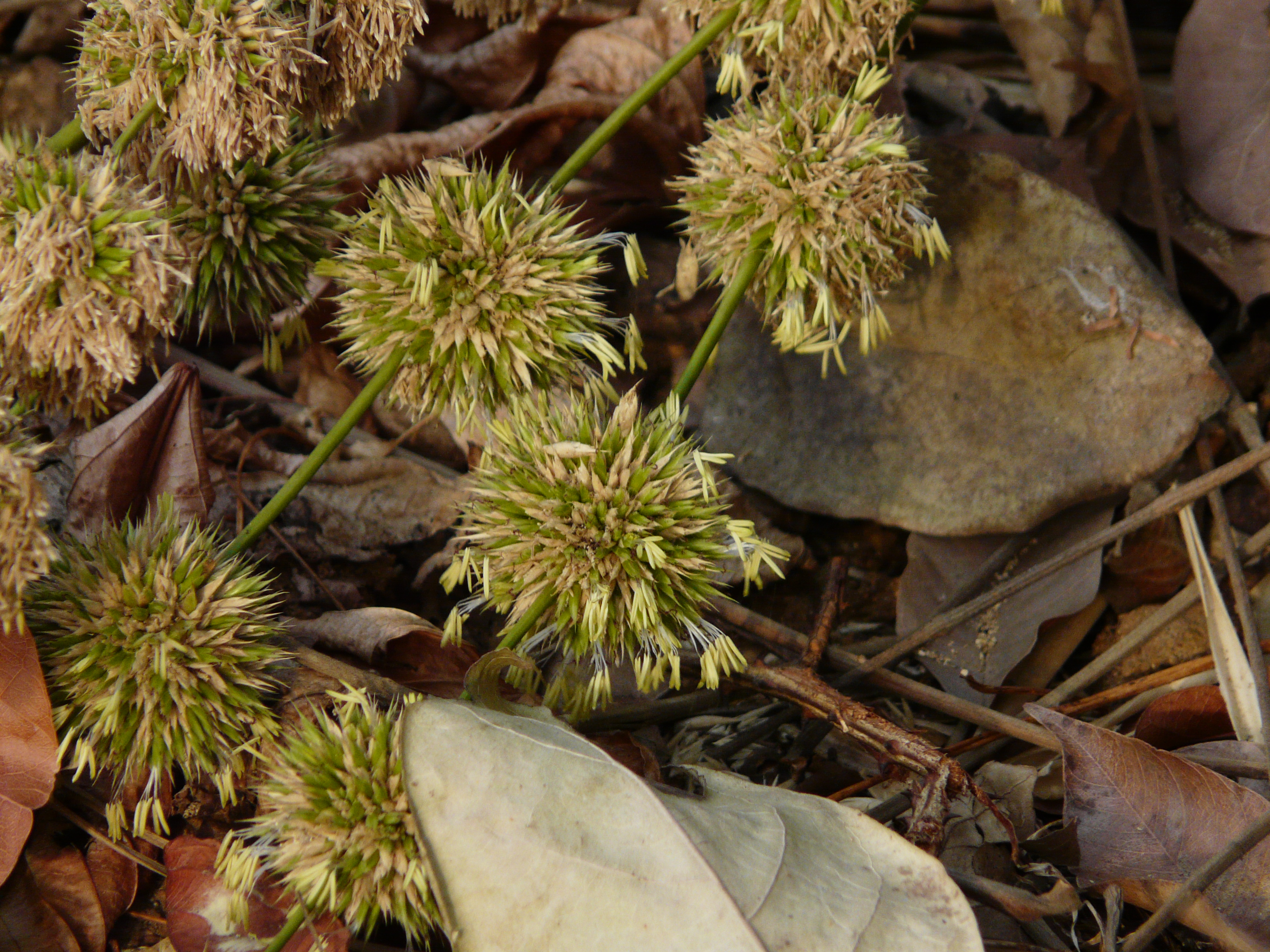
Blütenstände

### Vegetative Merkmale
Dendrocalamus strictus ist eine verholzende Pflanze und erreicht Wuchshöhen von bis zu 18 Meter. Die Halme sind grün und weiß gepudert, die im reifen Zustand mattgrün und beim Trocknen braun werden. Junge Triebe haben eine braune Farbe und sind weiß gepudert. Die Halme sind gerade. Die Verzweigung erfolgt von der Basis bis zur Halmmitte. Luftwurzeln reichen bis zu einigen Knoten über dem Boden. Die Länge des Internodiums beträgt 20 bis 30 cm und der Durchmesser 2,5 bis 12 cm.

### Generative Merkmale
Die Blüten befinden sich in Blütenständen.

## Verbreitung
Dendrocalamus strictus ist in Südostasien weit verbreitet, besonders in Indien, Nepal, Bangladesch, Myanmar und Thailand. Auf Kuba und in El Salvador ist Dendrocalamus strictus ein Neophyt. 

## Nutzung
Die Halme von Dendrocalamus strictus können für Bauzwecke oder als Zeltstangen genutzt werden. Früher stellte die Britische Armee in Indien auch Lanzenschäfte daraus her.